# Расова (Констанца)
Расова (рум. Rasova) — село у повіті Констанца в Румунії. Адміністративний центр комуни Расова.
Село розташоване на відстані 147 км на схід від Бухареста, 56 км на захід від Констанци, 131 км на південь від Галаца.

## Населення
За даними перепису населення 2002 року у селі проживали 2673 особи, з них 2672 особи (> 99,9%) румунів. Рідною мовою 2672 особи (> 99,9%) назвали румунську.